# Estreito de Vitiaz

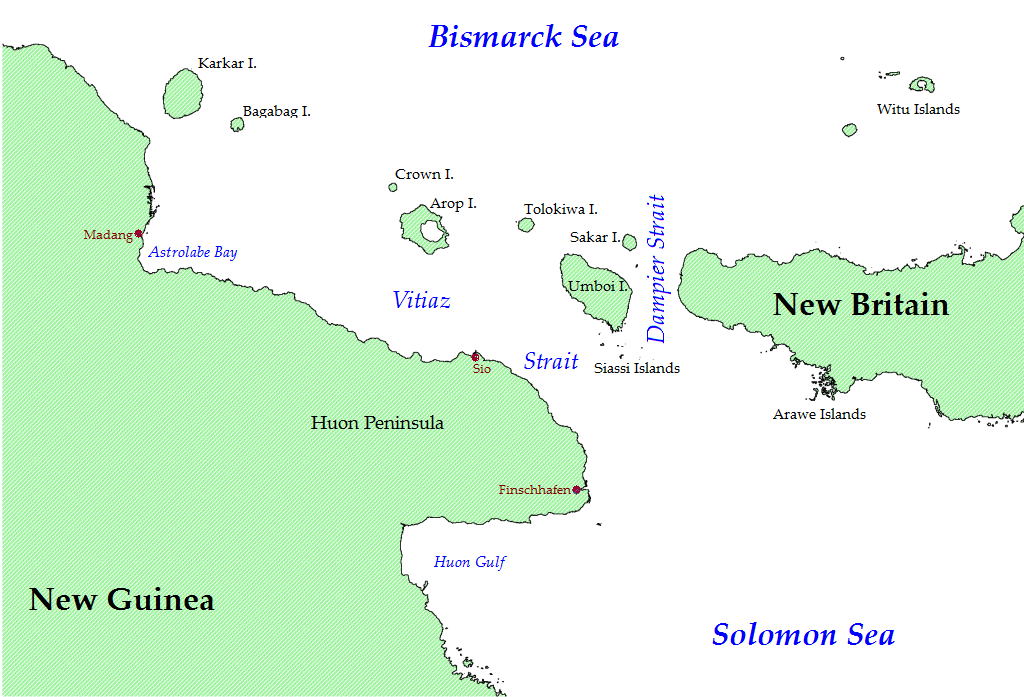
Nordeste da Nova Guiné e Arquipélago de Bismarck.

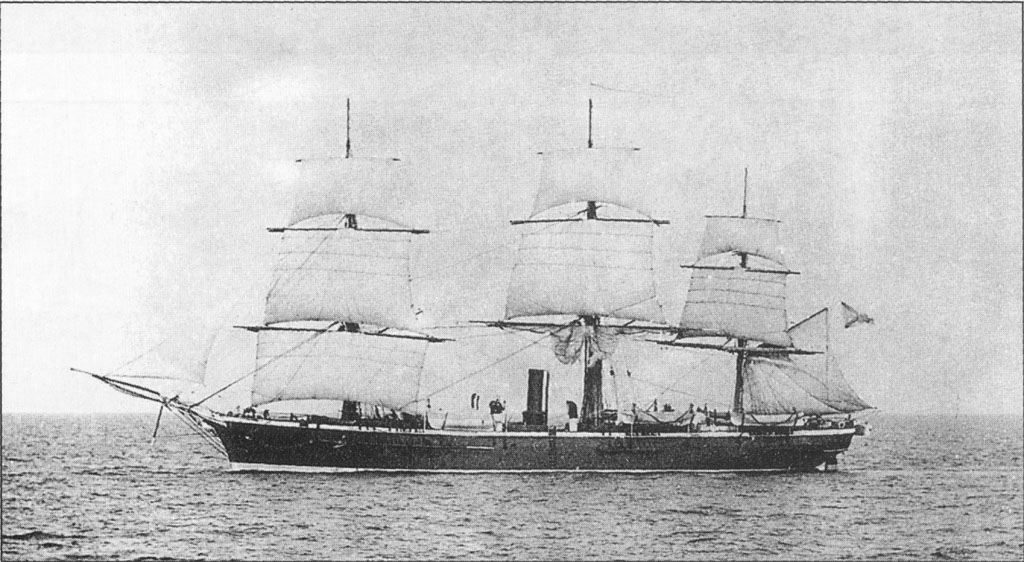
Corveta imperial russa Vitiaz, que deu nome ao estreito.

O estreito de Vitiaz é um dos dois estreitos entre a Nova Bretanha e a Península de Huon, no norte da Nova Guiné . O outro é o estreito de Dampier, e entre os dois fica a ilha Umboi..
O estreito de Vitiaz recebeu o seu nome em homenagem a Nicholai Nicholaievich Mikluho-Maklai em comemoração da corveta russa Vitiaz, na qual navegou de outubro de 1870 pela América do Sul e Ilhas do Pacífico chegando à baía do Astrolábio em setembro de 1871.